# Kahlwinkel
Kahlwinkel este o comună din landul Saxonia-Anhalt, Germania.